# Robert Bartlett Haas
Robert Bartlett Haas (* 20. Januar 1916 in Santa Cruz, Kalifornien, Vereinigte Staaten; † 20. April 2010 in Nürtingen, Deutschland) war ein US-amerikanischer Literaturwissenschaftler. Haas galt als ausgewiesener Kenner des Werks der Schriftstellerin Gertrude Stein.

## Leben
Haas erwarb 1938 einen Bachelor in Englisch an der University of California, Berkeley und 1939 einen Master in Englisch an der University of Chicago. Im Jahr 1945 erwarb er einen Doktorgrad an der Stanford University. Sein Interesse an Steins Werk wurde bereits während seines Studiums geweckt. Nach einer längeren Brieffreundschaft ab 1936 trafen Stein und Haas erstmals 1946 kurz vor Steins Tod aufeinander.
Ab 1949 lehrte er an der University of California, Los Angeles (UCLA). Er war 1958 eines der Gründungsmitglieder der Arts and humanities extension division der Hochschule. 1970 ging Haas in den Ruhestand und verbrachte den Großteil der nächsten Jahre in Deutschland.
Eines seiner Bücher über Stein, A Primer for the Gradual Understanding of Gertrude Stein, erschien 1971. Die deutsche Version Lesebuch zum allmählichen Kennenlernen von Gertrude Stein erschien 1994 im Suhrkamp Verlag. 1976 veröffentlichte Haas eine Biografie des Fotografen Eadweard Muybridge.
Haas leitete in den Jahren 1986 bis 1988 die Gertrude-Stein-Konferenzen und Symposien amerikanischer, französischer und deutscher Künstler und Studenten in Bilignin, dem Urlaubs- und Zufluchtsort von Stein und ihrer Lebensgefährtin Alice B. Toklas während des Zweiten Weltkriegs. Diese Konferenzen und Symposien führten 1990 zu dem Studienprojekt Hommage à Gertrude Stein, veranstaltet von der Staatlichen Hochschule für Musik und Darstellende Kunst in Stuttgart. Das Projekt wurde 1996 mit der zusammenfassenden Veranstaltung I.M.P.U.L.S.E / Wortkunst Musik Bildkunst 1990–1996 / Hommage à Gertrude Stein abgeschlossen.
Haas verstarb nach kurzer Krankheit am 20. April 2010 im Alter von 94 Jahren in einem Krankenhaus in Nürtingen. Er hinterließ zwei Söhne, Peter und Robin Haas sowie seine langjährige Lebensgefährtin Ia Wech. Seine erste Frau Louise Krause Haas war 1982 verstorben. Eine zweite Ehe endete durch Scheidung.

## Werke (Auswahl)
- Muybridge: Man in Motion. University of California Press, 1. edition, 1976, ISBN 978-0520024649
- Wie man Gertrude Stein liest und studiert. Hamburg, Achilla-Presse, Verlags-Buchhandel, 1993
- Lesebuch zum allmählichen Kennenlernen von Gertrude Stein. Frankfurt am Main, Suhrkamp, 1994, 1. Auflage, 1994